# Lucky Chops
Lucky Chops (/ˈlʌki t͡ʃɑps/) est un brass band originaire de New York fondé par le joueur de soubassophone Raphael Buyo, le joueur de trombone Josh Holcomb et le saxophoniste et clarinettiste Daro Behroozi en 2006.

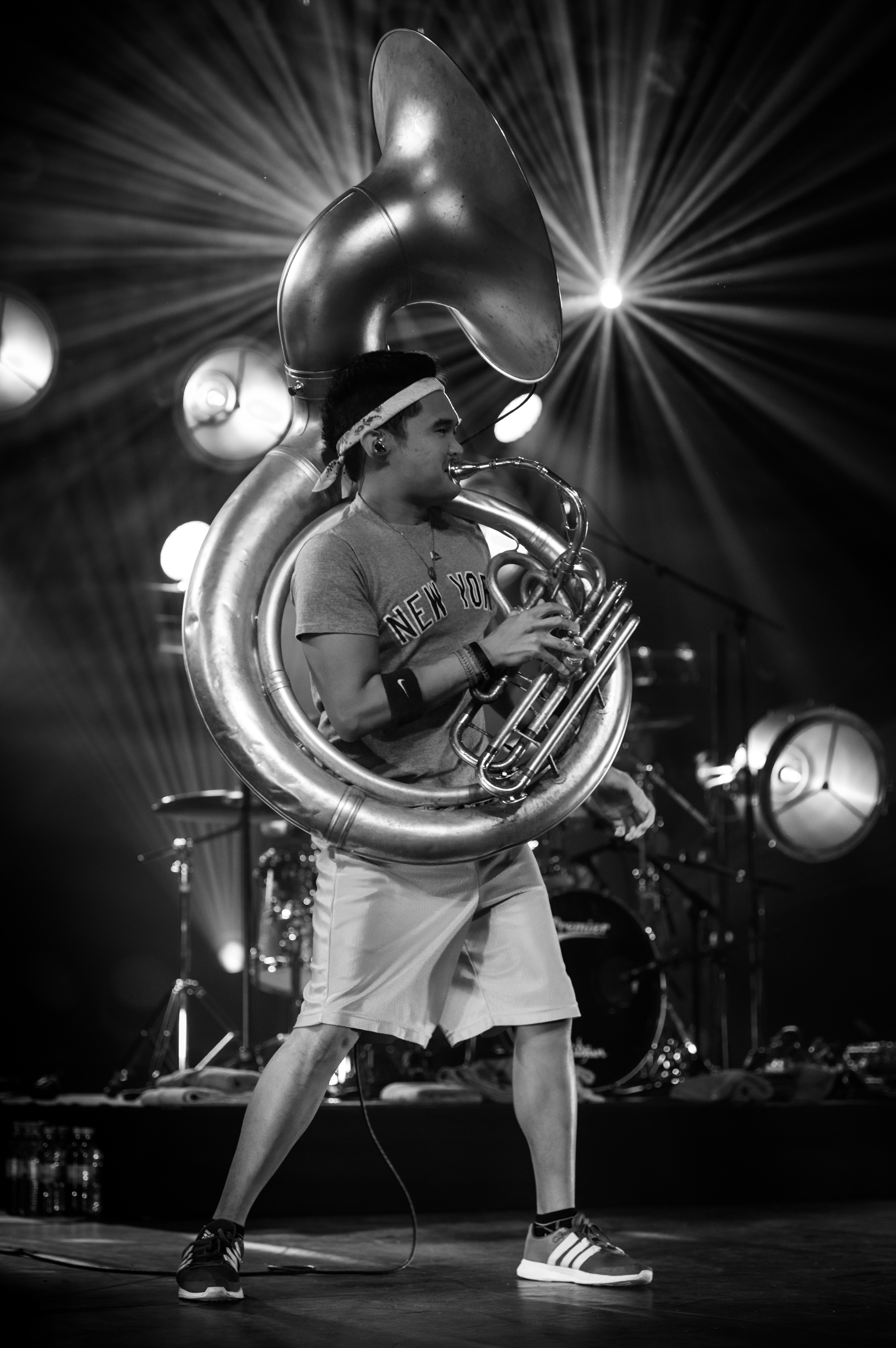
Raphael Buyo au soubassophone.

À l'origine, le groupe joue dans le métro de New York. À partir de 2015, les performances du groupe rencontrent un succès sur internet.
En 2017, le saxophoniste baryton Leo Pellegrino quitte le groupe pour se consacrer à son trio Too Many Zooz.

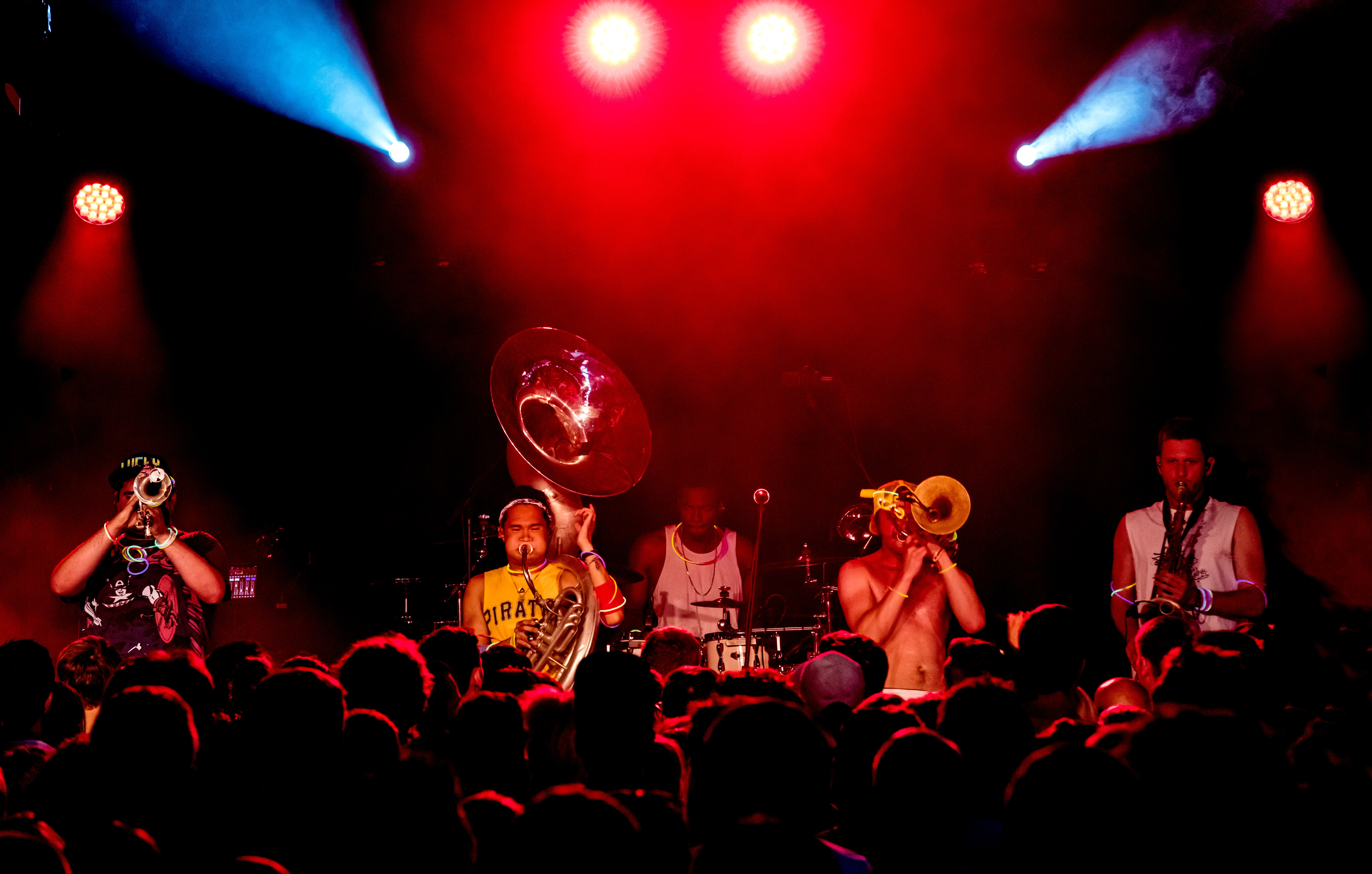
Lucky Chops en concert

## Membres
- Josh Holcomb : Trombone
- Daro Behroozi : Saxophone ténor Clarinette basse , puis saxophone baryton a partir de 2023
- Joshua Gawel : Trompette
- Nora Nalepka sousaphone depuis 2021
- Rogerst Charles Saxophone alto depuis 2023
- Ben Holcomb percussions depuis 2021

## Anciens Membres
- Reginald Chapman : Contrebasse à vent a quitté le groupe en 2021
- Adrian Condis : saxophone baryton à quitté le groupe en 2023
- Patrick Simard : percussions a quitté le groupe en 2021
- Charles Sams percussions a quitté le groupe en 2018.
- Raphael Buyo sousaphone a quitté le groupe en 2019
- Leo Pellegrino saxophone baryton a quitté le groupe en 2016 pour se consacrer à Too Many Zooz.

## Discographie
- 2015 : NYC
- 2017 : Walter
- 2019 : Lucky Chops
- 2022 : New Day